# Xenarcturus spinulosus
Xenarcturus spinulosus là một loài chân đều trong họ Xenarcturidae. Loài này được Sheppard miêu tả khoa học năm 1957.